# パルナッソス山
パルナッソス山（希: Παρνασσός, 英: Mount Parnassus）は、ギリシャの山である。中央ギリシャ、コリンティアコス湾の北、デルポイの上にそびえ、不毛の石灰岩で構成されている。頂上からはオリーブの木立と田園風景が展望できる。フランス語の読み方にしたがって「パルナス（山）」と言われる場合もよくある。
ギリシア神話によると、この山はアポローンとコリキアンのニンフたちを祭っていて、ミューズたちが住むと言う。また、ドーリア人たちにも愛されていた山だった。「パルナッソス」という名前は先ギリシアの基層言語に由来するものと見られる（ペラスゴイ人だという説もある）。「-ssos」は（たとえばクノッソス (Knossos) のように）地名に用いられ、「Parna-」は言語的に同じルーツを持つヒッタイト語で「家」を意味するからである。

## 神話の中のパルナッソス
パルナッソス山はパウサニアスによると、ニンフのクレオドラと人間の男クレオポムポウスの子、パルナッソス（Parnassos）に由来している。そこにはパルナッソスが長だった都市があって、土砂降りの雨による洪水に見舞われた。市民たちは狼たちの遠吠えで危機を察し、山の斜面に避難し、難を逃れた。生き残った者たちで新しい町を建設し、リュコーレイアと名付けた。ギリシア語で「狼の遠吠え」を意味する。
デルポイの神託によって、アポローン神を祭った。それで山自体もアポローンと関連づけられるようになった。いくつかの伝承によると、パルナッソス山はカスタリアの泉があったところで、ミューズたちが住んでいると言われるが、別の伝承では、その栄誉は同じ山脈にある別の山、ヘリコン山のものになっている。ミューズたちが住んでいることから、パルナッソス山は詩、音楽、学問の発祥の地として知られるようになった。
ギリシア神話では、他にも異なるいくつかのさほど重要ではない出来事のあった場所とされている。
- ギリシャの洪水神話のいくつかのヴァージョンで、デウカリオーンの方舟はパルナッソス山の斜面で休息をとった[1]。
- オレステースはパルナッソス山に隠れて一生を過ごした。
- パルナッソス山はディオニューソスを祭っている。
- コリキアンの洞窟はパルナッソス山の斜面にあり、パーンとミューズたちに捧げられた。

さらに、ベレロポーンの天馬ペーガソスが住むところ、とも言われている。

## メタファーとしてのパルナッソス山

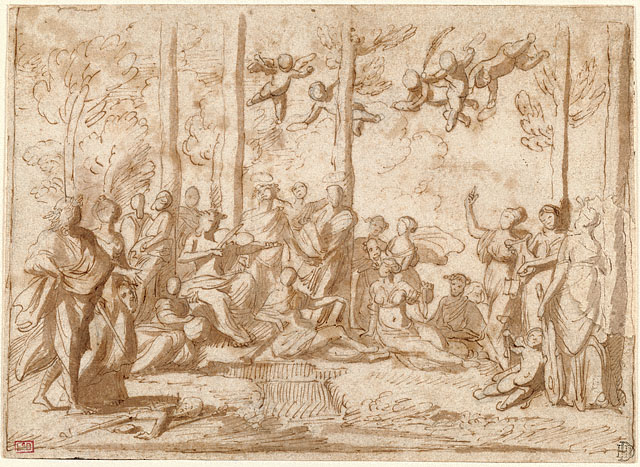
ニコラ・プッサンが描いたアポローンとパルナッソス山のミューズたち

文学の中で「パルナッソス」という名は通常、詩、文学、学問の発祥の地として、言及されている。例として、そのような作品を以下にいくつか挙げる。
- パルナッソス劇（Parnassus Plays。ケンブリッジ大学参照）
- ジョン・クレア『To the Rural Muse（田舎のミューズ）』
- クリストファー・モーリー『移動書店パルナッソス (Parnassus on Wheels)』
- マルグリット・ド・ナヴァルのサロン『ニュー・パルナッソス (New Parnassus)』
- トレイシー・シモンズ『Climbing Parnassus（パルナッソス登山）』

19世紀フランスで勢力のあった詩の雑誌『現代高踏詩集 (Le Parnasse contemporain)』からは、一貫した文学のスタイル、いわゆる高踏派（パルナシアニスム、パルナシスム）という言葉が生まれた。それはロマン主義と象徴主義の間に位置するものであった。
ジョン・ファウルズの『魔術師』では、パルナッソス山は、2組の元・恋人たちの旅の目的とされている。
ベラルーシの国民的叙事詩に『Taras on Parnassus』（作者不詳）というものがある。
エドワード・オールビーの戯曲『ヴァージニア・ウルフなんかこわくない』では、パルナッソスが言及されている。
ルイーザ・メイ・オルコットの『若草物語』の最終作『第四若草物語』で、エイミーとローリーの家は「パルナッソス」と呼ばれる。二人が若い苦労人の芸術家たちを援助したからである。
さらに、クラシック音楽の中にも、パルナッソス山にちなんだ作品がたくさんある。たとえば、オラーツィオ・ヴェッキの『ランフィパルナーソ』（1597年）、カルロス・ハッカルトの『パルナス山の調和』（1686年）、フランソワ・クープランのトリオ・ソナタ『パルナッス山、またはコレッリ讃』（1725年）、ヨハン・カスパール・フェルディナント・フィッシャーの『音楽のパルナッスス山』（1738年頃）、ゲオルク・フリードリヒ・ヘンデルの『パルナス山の祭典』（1734年）、クリストフ・ヴィリバルト・グルックの『混乱したパルナス山』（1765年）、ムツィオ・クレメンティの練習曲集『グラドゥス・アド・パルナッスム』（1817年 - 1826年）、そしてクロード・ドビュッシーの組曲『子供の領分』の第1曲『グラドゥス・アド・パルナッスム博士』（1908年）。
美術においてはパウル・クレーの代表作の一つに『パルナッソス山へ』が、またラファエロによるフレスコ画『パルナッソス』がある。
パリのモンパルナス地区はギリシャのパルナッソス山から名付けられたが、確かにたくさんの「詩人たち」がそこに住んでいる。
カリフォルニア州サンフランシスコのパルナッソス・アヴェニューにあるカリフォルニア大学サンフランシスコ校（UCSF）とUCSFメディカル・センターのメイン・キャンパスの名前もまたパルナッソスである。

## 現在のパルナッソス
現在、パルナッソス山の斜面には、ケデリアとフデロカという2つのスキー場がある The Parnassos Ski centre。ともにギリシャで最大級のスキー場である。 また、Gerontovrahosと呼ばれる小さいスキー場が（ドラッグリフトが2つあるだけ）、ケデリアから尾根を越えたところにある。パルナッソスは有り余るほどのボーキサイト（アルミニウムの原料）に恵まれ、採掘されている。
フデロカでは、スキー・リゾートの建設が1975年に着工し、1976年に竣工した。この時で、最初の2基のドラッグリフトが運行を開始した。ケデリアは1981年に竣工した。1987年から88年のシーズン、2つのスキー場を結ぶチェアリフト「ヘルメス」が運行開始。両スキー場は拡張を続け、1993年にはギリシャ初の4人乗り高速リフト、名付けて「ヘラクレス」が設置された。現在はリフト14基、4シーターのケーブルカー、4人乗り高速チャリフト、4基の3人乗りリフト、1基の2人乗りチェアリフト、さらに6つのドラッグリフトが、最大1時間5000人の人々を乗せて動いている。スキー場の自慢は全長30 km、ロンゲスト・ラン4 kmにおよぶ25のゲレンデと12のスキー・ルートである。